# Jake Scott
Jacob E. Scott III (Greenwood, South Carolina, 20 juli 1945 - Atlanta, 19 november 2020) was een Amerikaans Americanfootballspeler voor de BC Lions in de Canadian Football League en voor de Miami Dolphins en de Washington Redskins in de National Football League. Scott speelde als safety en wide receiver en won tweemaal de Super Bowl.